# Garel vom blühenden Tal
Die Erzählung Garel vom blühenden Tal entstand wahrscheinlich zwischen 1260 und 1280 im österreichischen Raum und gehört zur Gruppe der nachklassischen deutschsprachigen Artus-Romane des 13. Jahrhunderts; der Verfasser nennt sich selbst „Pleier“ und ist wahrscheinlich österreichischer Herkunft.
Es sind heute noch zwei Überbleibsel der originalen Handschrift des „Garel vom blühenden Tal“ erhalten. Eine davon wird verkürzt als Handschrift „L“, für Linz (Linz, Oberösterreichisches Landesarchiv, Handschrift 96, Panzerschrank IV/54), bezeichnet; die Handschrift ist gut erhalten und mit Ausnahme der Versoseite des letzten Blattes sehr gut lesbar. Beim anderen Überbleibsel des Garel-Romans handelt es sich um das so genannte Fragment „M“, für Meran (Tirol). Die in Tirol entstandene Handschrift liefert nur einzelne Bruchstücke des Romans.

## Der Garel-Freskenzyklus auf Schloss Runkelstein in Bozen
Auf Schloss Runkelstein bei Bozen entstanden in den ersten Jahren des 15. Jahrhunderts profane Freskenzyklen, die – neben anderen profanen Darstellungen – auch Figuren und Szenen aus Artus-Romanen zeigen. Darunter befindet sich auch die bis jetzt einzige bekannte bildliche Darstellung der Artus-Erzählung Garel vom blühenden Tal im sogenannten Sommerhaus. Auftraggeber dieser Fresken waren die Vintler, eine reiche Bozner Bürgerfamilie. Sie kauften Schloss Runkelstein im Jahr 1385, ließen es ausbauen und statteten es mit Wandmalereien aus. Trotz Verlusten im Laufe der Jahrhunderte sind im unter den Vintlern errichteten Sommerhaus, im Westpalais und in der Schlosskapelle große Teile der Ausmalung erhalten und stellen den wohl ausgedehntesten erhaltenen profanen Freskenzyklus des Mittelalters dar.

### Handlung
Die ersten hundert Verse der Garel-Erzählung sind verloren gegangen. Man nimmt aber an, dass der Geschichte ein moralisierender Teil vorausgegangen sein könnte. Der auf uns gekommene Teil beginnt mit der Beschreibung des Frühlingsfestes des Artus in der Stadt Dinazarun. Dort wird Artus Frau Ginover geraubt. Hier setzt auch die erste Bildszene des Runkelsteiner Freskenzyklus ein. Die Tafelritter, darunter später auch Gawan und Lanzelot, reiten dem Entführer nach; der Vorzeige-Ritter und einer der engsten Vertrauten von König Artus namens Garel wird etwas später die Verfolgung aufnehmen. Vorerst trifft am Artushof ein Gesandter des Entführers ein: der Riese Charabin. Sein Herr, König Ekunaver von Kanadic, habe ihn geschickt, um König Artus die Feindschaft zu erklären, da Artus Mitschuld am Tode des Vaters des Königs trage, berichtet der Riese. Deshalb sei zur nächsten Pfingstzeit ein Rachefeldzug gegen Artus fällig. Artus nimmt die Herausforderung an und bespricht seine Bedenken mit Garel, der daraufhin Richtung Kanadic ausreitet, um das Land auszukundschaften.
Währenddessen kommt es zu einem Vorfall an Artus’ Hof: Der neidische Hofmarschall Kei verhöhnt die Tapferkeit Garels, der ab diesem Zeitpunkt verschiedene Abenteuer zu bestehen hat: Er trifft zunächst auf den Herren von Merkanie, dessen Tochter vom Ritter Gerhart belästigt wird. Garel beschließt zu helfen und besiegt im Kampf zunächst Rialt, einen Kumpanen des Ritters Gerhart und danach Gerhart selbst, schlägt aber das Angebot des Herren von Merkanie aus, seine Tochter zur Frau zu nehmen. Der besiegte Gerhart und der Herr von Merkanie stellen beide jeweils Ritter für die besagte Schlacht des Artus bereit.
Als Nächstes trifft Garel auf den starken Ritter Gilan, den er nach einem langen Schwertkampf besiegt. Auch dieser sichert ihm eine große Anzahl von Rittern für Artus’ Schlacht zu. Des Weiteren kämpft Garel noch gegen den Ritter Eskilabon, besiegt auch diesen, kämpft gegen die Riesen Purdan und Fidegart, befreit daraufhin Jungfrauen, deren Anführerin Duzabel und den Jüngling Klaris, die allesamt von den Riesen gefangen gehalten worden waren. Ebenfalls befreit er die Zwerge inklusive ihrem Anführer Albewin, die den Riesen dienten. Darauf kommt es zu einem Kampf gegen das Meeresungeheuer Vulgan, das das Land Anferre samt Königin Laudamie lange grausam beherrscht hat. Nach dem Sieg gegen das Ungeheuer heiratet Garel Laudamie und wird König von Anferre. Dort bleibt er, bis die Vorbereitungen zur Schlacht gegen Ekunaver beginnen. Die Gegner, die Garel besiegt hat und die ihm Beistand zugesichert haben, schicken ihre Ritter; Garel kann mit 100.000 Mann in den Krieg ziehen; vor Schlachtbeginn gibt es noch einen Zwischenfall mit dem Riesen Malseron, den Garel an der Grenze zu Kanadic besiegen muss.
Nach dem Sieg Garels gegen den Riesen kommt es dann endlich zur Schlacht; im Roman wird die Reihenfolge genau beschrieben, welche Heeresteile von Artus’ Seite mit welchen Heeresteilen von Ekunavers Herr zusammentreffen. Garel siegt natürlich; Lancelot veranlasst, dass Artus seine Frau zurückbekommt. Als Garel und Artus’ Heer zusammentreffen, sind beide der Meinung, dass sie ein feindliches Heer vor sich haben. Kei, der bereits am Anfang der Geschichte Garels Tapferkeit verhöhnte, reitet aus, um das fremde Heer – also unwissentlich Garels Heer – auszukundschaften. Es kommt zum Kampf zwischen Kei und Garel; Garel siegt auch hier. Garel und Artus treffen aufeinander. Es findet das berühmte Festmahl, die Tafelrunde statt. Der Runkelsteiner Zyklus zeigt als letzte Szene der Geschichte die Heimkehr Garels nach Anferre, wo Königin Laudamie schon auf ihn wartet. Ebenfalls heimgekehrt sind Ekunaver und Kloudite; auch sie werden trotz allgemeiner Trauer fröhlich empfangen, da man sich sehr über die Versöhnung mit Artus freut. Ekunaver ist zwar traurig über seine Niederlage, jedoch glaubt er, das Unglück nach Kräften beheben zu können. Er baut ein schönes Spital auf der Walstatt und stiftet für das Münsters-Widum tausend Mark. Die Gebeine der im Krieg Gefallenen werden von den Mönchen gesammelt und in den Friedhof getragen. Zusätzlich werden täglich fünfzig Seelenmessen für ihr Seelenheil gesungen. Ekunaver und die Königin leben geehrt bis an ihr Lebensende. Als Garel von dieser Stiftung hört, sendet er einen Boten, um ihm seine Freude über diese Idee auszusprechen und um seine Hilfe dafür anzubieten, die Ekunaver gerne annimmt.
Garel lebt weiterhin glücklich mit Laudamie auf Muntrogin; er ist ein guter Herrscher und wird allseits geehrt. Ob er noch weitere Wundertaten vollbracht hat, ist dem Erzähler unbekannt. Es scheint für den Auftraggeber und möglicherweise auch für den Maler nicht interessant genug gewesen zu sein. Der Zyklus auf Runkelstein schließt mit der Szene der Rückkehr Garels zu Laudamie, die Szene der Stiftung des Spitals wird ausgeklammert, ebenso die abschließende, endgültige Versöhnung mit Ekunaver.
Der Bildzyklus auf Schloss Runkelstein besteht aus insgesamt 20 Szenendarstellungen; drei Szenen (Laudamie nimmt Garel in die Burg auf, Garel heiratet Laudamie und der Riese Malseron) sind beim Absturz der Nordwand der Burg im Jahre 1868 verloren gegangen. Da man weitere Abstürze befürchtete, ließ man vorsorglich weitere Szenen des Zyklus abnehmen. Im Zuge der Renovierungsarbeiten um die Burg wurde die Nordmauer des Schlosses weiter nach innen versetzt; die Wand wurde kürzer. Somit hatten zweieinhalb Bilder nicht mehr Platz und mussten im Tristan-Zimmer angebracht werden.
Der Bilderzyklus zeigt durch seine Bildaufteilung eine gewisse Eigenständigkeit gegenüber der Textvorlage; der erste Teil des Romans, der mit der Heirat von Laudamie und Garel endet, nimmt zwei Drittel der gesamten Bilderanzahl des Zyklus ein. Die zweite Hälfte, die eigentlich hauptsächlich aus der Schlacht gegen Ekunaver besteht, konnte gut in einem einzigen Bild zusammengefasst werden. Die Höhepunkte der Literaturvorlage sind aber im Runkelsteiner Zyklus durchaus vertreten.